# زن‌ستیزی

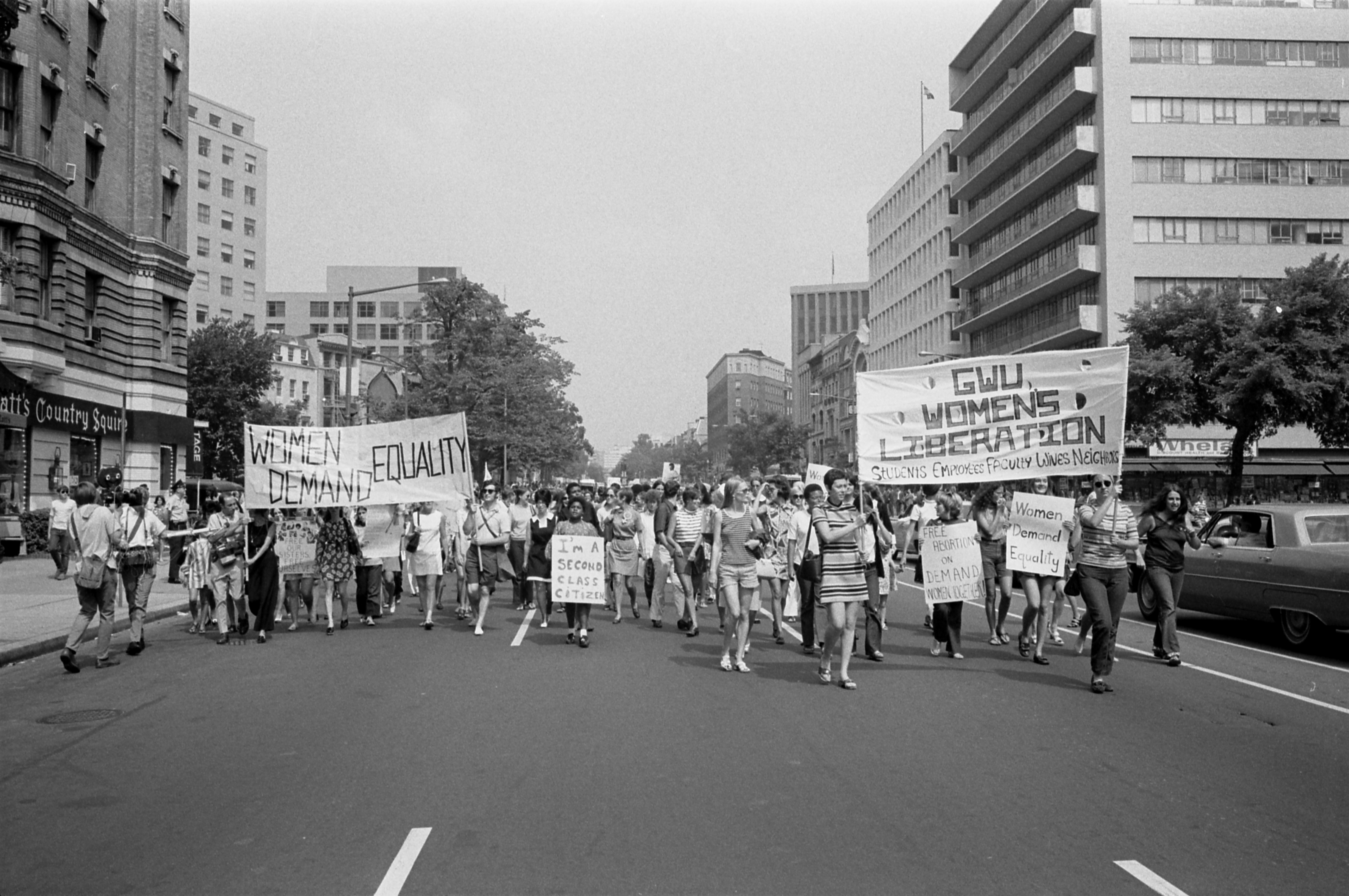
تظاهرکنندگان برای حقوق مساوی زنان، در سال ۱۹۷۰ در آمریکا. بر روی یک پلاکارد نوشته شده: من بادپولی هستم.

زن‌ستیزی گونه‌ای پدیدهٔ اجتماعی است که در آن زنان مورد تبعیض یا تنفر واقع گردیده، یا غیرقابل اعتماد دانسته می‌شوند.
زن‌ستیزی در پیوند با خشونت علیه زنان است. چنان‌که آدرین ریچ، زن‌ستیزی را «دشمنی و خشونت سازمان‌یافته، نهادینه‌شده و شکلِ عادی به خود گرفته علیه زنان» تعریف می‌کند.
روان‌کاوان معتقدند ریشهٔ زن‌ستیزی (نفرت از زنان) در خشم اولیهٔ کودک نسبت به مادر است. جامعه وظیفهٔ پرورش کودک را تنها بر عهدهٔ زنان می‌گذارد. چودروف معتقد است مشارکت کامل مردان در پرورش کودکان می‌تواند این ریشهٔ عمیق زن‌ستیزی را در جامعه درمان کند.

## پیشینه

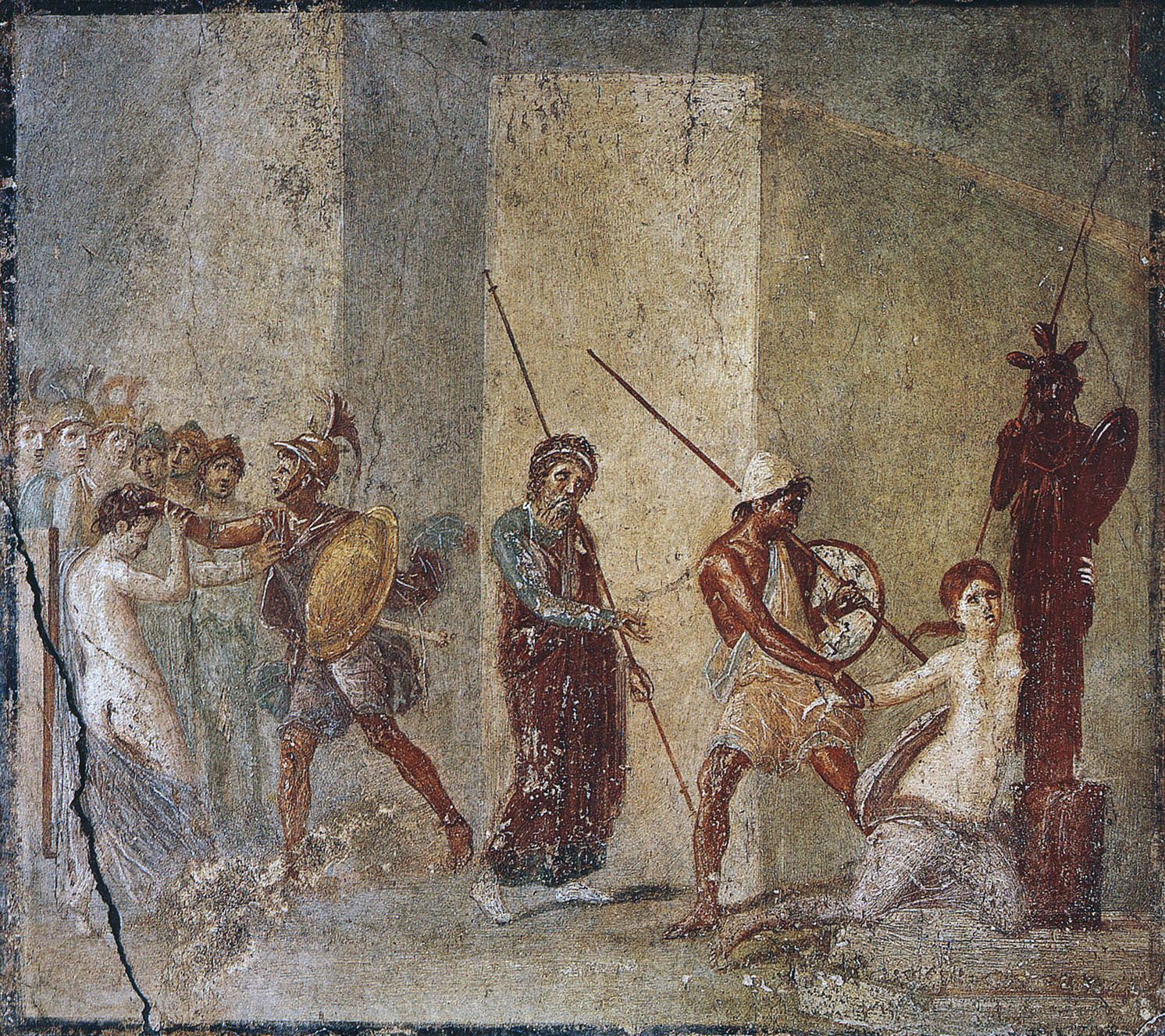
تجاوز جنسی آژاکس به کاساندرا. نقاشی از دوران روم باستان.

زن‌ستیزی در جوامع گوناگون و در اقصی نقاط تاریخ مشاهده شده است. برخی حتی زن‌ستیزی را کهنه‌ترین نوع تبعیض در تاریخ بشری دانسته‌اند.
زن‌ستیزی محدود به یک قوم و نژاد نمی‌شود، بلکه در همهٔ اقوام در تاریخ قابل مشاهده است. به‌عنوان مثال، ویلیام شکسپیر در اتلو، زن‌ستیزی را عجین با هویت ترک دانسته است، و زنده‌به‌گور کردن دختران در فرهنگ و تاریخ برخی اقوام عرب نیز سابقه دارد.

### در تمدن یونان باستان
در یونان باستان زنان و مردان در جامعهٔ خود برابری نداشتند، چه از لحاظ قانون، چه از لحاظ اجتماعی، و چه از لحاظ علمی. به‌عنوان مثال، ارسطو همسو با تفکر زمانهٔ خود، فرزند دختر را نوعی انحراف از فرزند صحیح (پسر) و لذا زنان را نوعی ایراد در طبیعت می‌دانست.

### در اسلام
در آیه ۳۴ سوره النسا در قرآن بیان شده که خداوند مردان را بر زنان برتری داده است (فَضَّلَ اللَّهُ) و خداوند (الله) به مردان اجازه داده تا زنان خود را کتک بزنند (وَاضْرِبُوهُنَّ) اگر از آنها اطاعت نکنند..البته ریشه ضرب در زبان عربی دارای معانی متعددی است و  برخی نیز برای <<ضرب>> احتمال معنای <<ملاعبه و شوخی  با همسر>> را مطرح ساخته اند.
دیه  یک زن بنا بر مشهور فقها نصف دیه  یک مرد است

### ̺پیشینه در جوامع ایرانی
زن‌ستیزی در جوامع ایرانی و ادبیاتش سابقه‌های فراوانی دارد. مانند:
- واژهٔ زن به‌عنوان دشنام به مردان: «مخنث به از مرد شمشیرزن / که روز وغا سر بتابد چو زن» (سعدی)[۱۴]
- در تربیت همسر: «چو زن راه بازار گیرد بزن / وگرنه تو در خانه بنشین چو زن» (سعدی)[۱۴]
- تنوع‌طلبی افراطی مردان و شیءشدگی زنان: «زن نو کن ای دوست هر نوبهار / که تقویم پاری نیاید به کار» (سعدی)[۱۴]

در دوران پس از انقلاب ۱۳۵۷ شعار «نه روسری نه توسری آزادی و برابری» در خیابان‌های ایران در راستای سیاست‌های برخی گروه‌های اسلامی رواج پیدا کرد.
بنا بر گفتهٔ دونا هیوز، استاد دانشگاه رود آیلند، زن‌ستیزی در مرکز ایدئولوژی و ساختار حکومتی ایران پس از انقلاب ۱۳۵۷ ایران قرار گرفت. زن‌ستیزی کماکان در جامعهٔ امروزی ایران نیز تداوم دارد و در این باب، مقاله‌های زیادی نوشته شده است. شیرین عبادی تصویب قانونی در جمهوری اسلامی ایران را که بر اساس آن «اگر مردی زنی را ولو عمداً به قتل برساند، خانوادهٔ زنی که به قتل رسیده، برای قصاص قاتل باید قبلاً نیمی از دیهٔ قاتل را به او بپردازد»، «مایهٔ ننگ» دانسته است.

#### حق رأی زنان در ایران
برخی نمایندگان مجلس شورای ملی، در چند نوبت، در سال‌های ۱۲۸۸ (۱۹۰۹ م) و ۱۳۳۸ (۱۹۵۹ م)، با حق رأی زنان مخالفت ورزیدند. همچنین در دورهٔ اول نخست‌وزیری محمد مصدق نیز لایحهٔ اصلاح انتخابات که با قائل شدن حق رأی زنان به مجلس دورهٔ شانزدهم ارائه شده بود، به‌دلیل مخالفت نمایندگان و روحانیان تصویب نشد. در سال ۱۳۴۱ (۱۹۶۲ م) نیز دولت نخست‌وزیر وقت، اسدالله علم تحت فشار برخی در تصویب لایحهٔ حق رأی زنان ناتوان ماند. تا این‌که در نهایت، حق رأی زنان در همان سال (ژانویهٔ ۱۹۶۳) توسط محمدرضا پهلوی به‌صورت فرمان، قانونی شد.
پس از این‌که محمدرضا پهلوی در جریان انقلاب سفید به زنان حق رأی و مشارکت در پست‌های سیاسی را داد، بلافاصله از سوی او دو سناتور زن منصوب شدند، و ۶ زن به مجلس بیست و یکم راه یافتند. دو سال بعد، نخستین وزیر زن (فرخرو پارسا) در تاریخ ایران مشغول به خدمت شد، و در سال ۱۹۷۱، نخستین دیپلمات زن راهی الجزایر گردید.

#### تغییرات و بهبود قوانین در دورهٔ پهلوی
در همین دوره بود که قانون منع ارتقای زنان به جایگاه قضاوت کیفری در دادگاه‌های ایران لغو شد و برخی قضات زن، برای نخستین بار به‌طور رسمی بر کرسی قضاوت نشستند.
برقراری «قوانین حمایت از خانواده» که چندهمسری را دشوارتر می‌ساخت با فرمان محمدرضا پهلوی در سال ۱۹۶۷ آغاز شد. در دوران سلطنت او بود که سن ازدواج قانونی زنان از ۱۳ به ۱۵ و سپس به ۱۸ سال ارتقا یافت.

#### قوانین نابرابر
به ادعای کارشناسان مخالف حکومت، قوانین جزایی جمهوری اسلامی ایران در قبال زنان را «از خشن‌ترین قوانین جهان» می‌دانند.
اما شورای عالی انقلاب فرهنگی ایران در سال ۸۳ به پیشنهاد شورای فرهنگی واجتماعی زنان منشور حقوق و مسؤلیت‌های زنان در جمهوری اسلامی ایران را تصویب کرد. منشور حقوق و مسؤلیت‌های زنان در نظام جمهوری اسلامی ایران به عنوان یک سند مرجع در سیاستگذاری در امور فرهنگی و اجتماعی در ۳ بخش و ۵ فصل و ۱۴۸ بند تصویب شد و کلیه دستگاه‌های ذی‌ربط مکلفند برحسب وظایف دستگاهی و سازمانی جهت سیاستگذاری، اتخاذ تدابیر قانونی، تصمیمات و برنامه‌ریزی راجع به زنان، قواعد و اصول مندرج در این منشور را رعایت نمایند. این سند مبنای سیاستگذاری، برنامه‌ریزی و قانونگذاری در امور زنان در کلیه دستگاه‌ها خواهد بود. این منشور مبنای معرفی و تبیین جایگاه زن در نظام جمهوری اسلامی ایران در مجامع بین‌المللی نیز قرار می‌گیرد.
اصل ۱۱۵ قانون اساسی ایران، «رجال» را واجد شرایط برای مقام‌های بلند دولتی می‌داند و مراد از آن را فقط «مردان» تفسیر می‌کنند. اما ظاهراً چون واژه مرد در جلسه خبرگان رای نیاورد، عمداً واژه رجال با دو معنای مردان و اشخاص شاخص اعم از مرد و زن نوشته شد تا هر وقت جامعه پذیرای ریاست زنان شد، قانون اساسی محدودیتی نداشته باشد. همچنین نظام قضایی ایران شهادت زن را برابر با نصف شهادت یک مرد می‌داند. و در بعضی موارد تأثیر نمی‌دهد.
برخی روحانیان از جمله سید احمد علم‌الهدی حضور یک زن به‌عنوان ورزشکار پرچم‌دار کاروان المپیک ایران در مراسم افتتاحیهٔ المپیک ۲۰۰۸ پکن را مورد انتقاد قرار دادند. یوسف صانعی با قوانینی همچون قانون حمایت از خانواده، که برخی آن را زن‌ستیز نامیده‌اند به مخالفت برخاست.

## آمار کشورهای دارای بیشترین زن‌کشی در دنیا
طبق گزارش‌های سازمان ملل متحد، هندوراس در بین کشورهای خارج از حیطه جنگی در دنیا، بیش‌ترین آمار زن‌کشی را به خود اختصاص داده است.